# جانر شاهین
جانر شاهین (زاده:۱۳ آوریل ۱۹۹۲)بازیگر تلویزیون از اسکی‌شهر،ترکیه است.